# Galleria Colle Giardino
La galleria Colle Giardino è un traforo stradale a doppia canna lungo 4500 metri, situato tra il km 70,9 e il km 75,4 della strada statale 4 Via Salaria, che sottopassa i Monti Sabini alle porte di Rieti. È la galleria più lunga del centro Italia della viabilità non autostradale, davanti alla galleria San Benedetto (4,4 Km) della SS 685 Tre Valli Umbre che però è a singola canna, e la quinta in assoluto del centro Italia.

## Caratteristiche

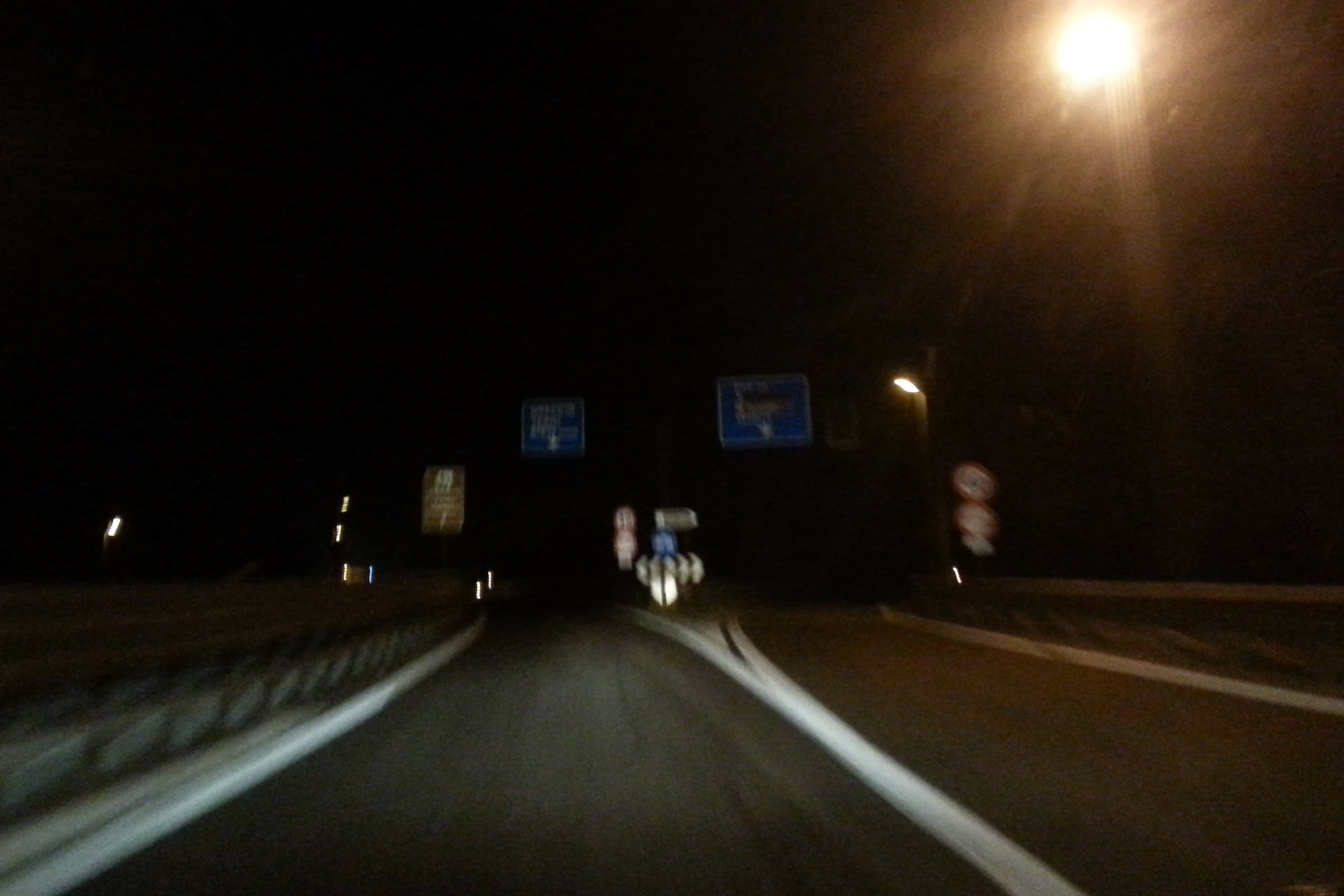
Lo sbocco della galleria a nord, in direzione Rieti, con le rampe per Terni (statale 79 bis, a sinistra) e Ascoli Piceno (proseguimento sulla Salaria, a destra)

La galleria, lunga 4,5 km, si sviluppa in direzione nord-sud da Case San Benedetto a San Giovanni Reatino, entrambe frazioni di Rieti. È costituita da due canne, una per senso di marcia, ciascuna larga 8 metri e dotata di due corsie.
A sud, presso San Giovanni Reatino, la galleria si innesta sul tracciato a carreggiata singola della statale 4 Via Salaria verso Roma, mentre a nord, nei pressi di Case San Benedetto la galleria termina in perpendicolare all'asse viario costituito dalla superstrada Rieti-Terni e dalla tangenziale Sud di Rieti, un prolungamento della superstrada Ternana costruito negli anni ottanta per evitare al traffico proveniente da Terni l'attraversamento della città (che costituisce un primo tronco della Salaria a due corsie per senso di marcia e sostituisce il suo tratto urbano, innestandosi a Santa Rufina sul tracciato preesistente in direzione Ascoli Piceno). L'innesto con questo asse viario è garantito da uno svincolo a piani sfasati: al termine della canna in direzione Nord, le due corsie danno accesso ad altrettante rampe ad una sola corsia, dove vige il limite di 40 km/h, che permettono di immettersi verso Terni (e verso lo svincolo Rieti Ovest) oppure verso Ascoli Piceno (e gli svincoli Rieti Centro e Rieti Est).

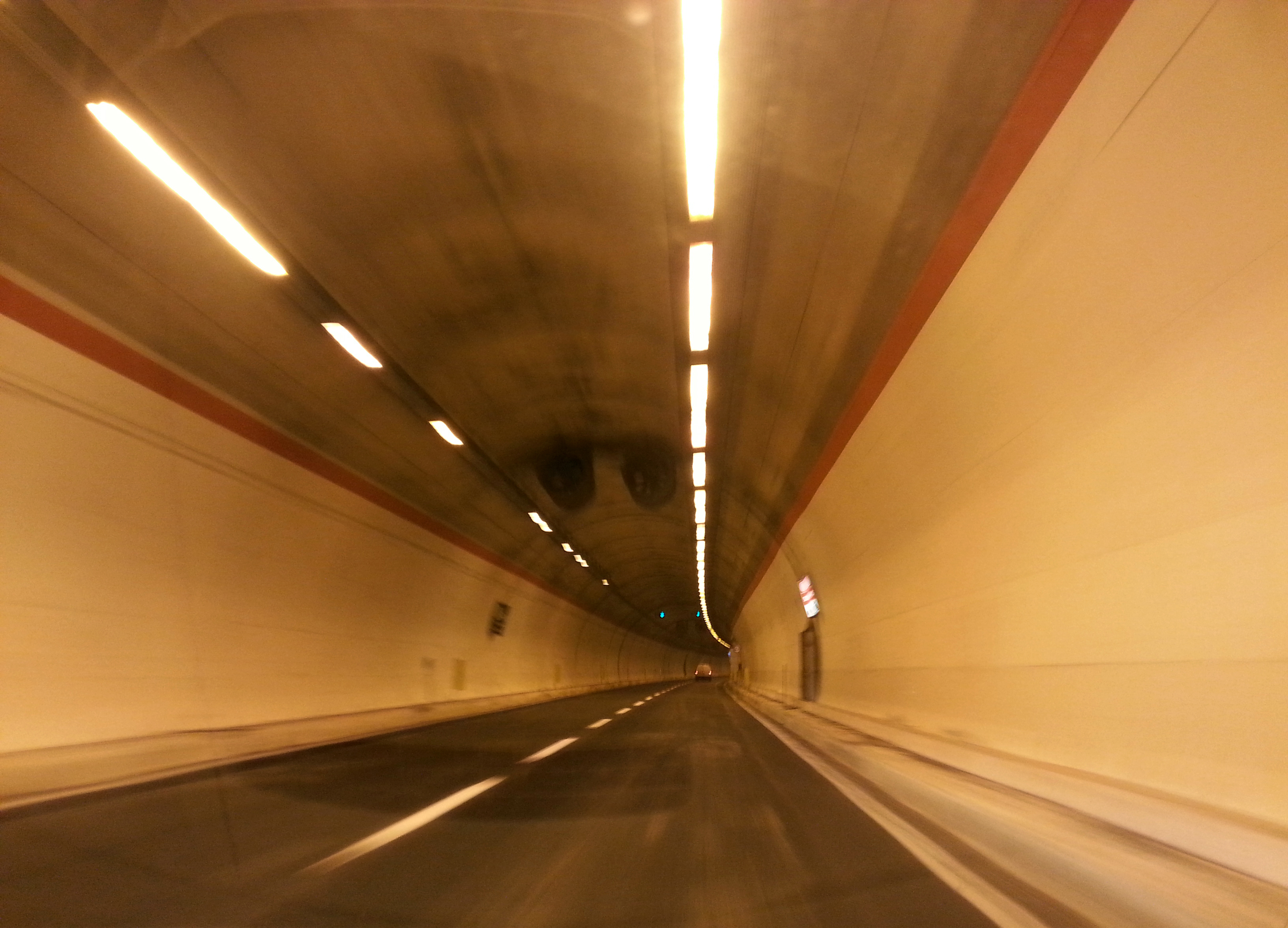
L'interno della galleria

In galleria vige il limite di 90 km/h e non ci sono limitazioni sul trasporto di merci pericolose. È percorsa ogni giorno da 12 000 veicoli con un 15% di mezzi pesanti.
La galleria è dotata di un sistema di videosorveglianza che fa capo ad un centro di controllo dove del personale sorveglia il traffico 24 ore su 24; eventuali incidenti sono rilevati automaticamente da un sistema automatico tramite le immagini delle telecamere. Sono inoltre presenti il cavo fessurato per la comunicazione tra squadre di soccorso, un impianto di illuminazione anti-abbagliamento e un impianto di ventilazione composto da 32 ventilatori. L'impianto antincendio è in grado di rilevare automaticamente il fumo, di bloccare l'accesso alla galleria (impostando a rosso i semafori ripetuti lungo le due corsie) e di attivare la ventilazione nella direzione del traffico.

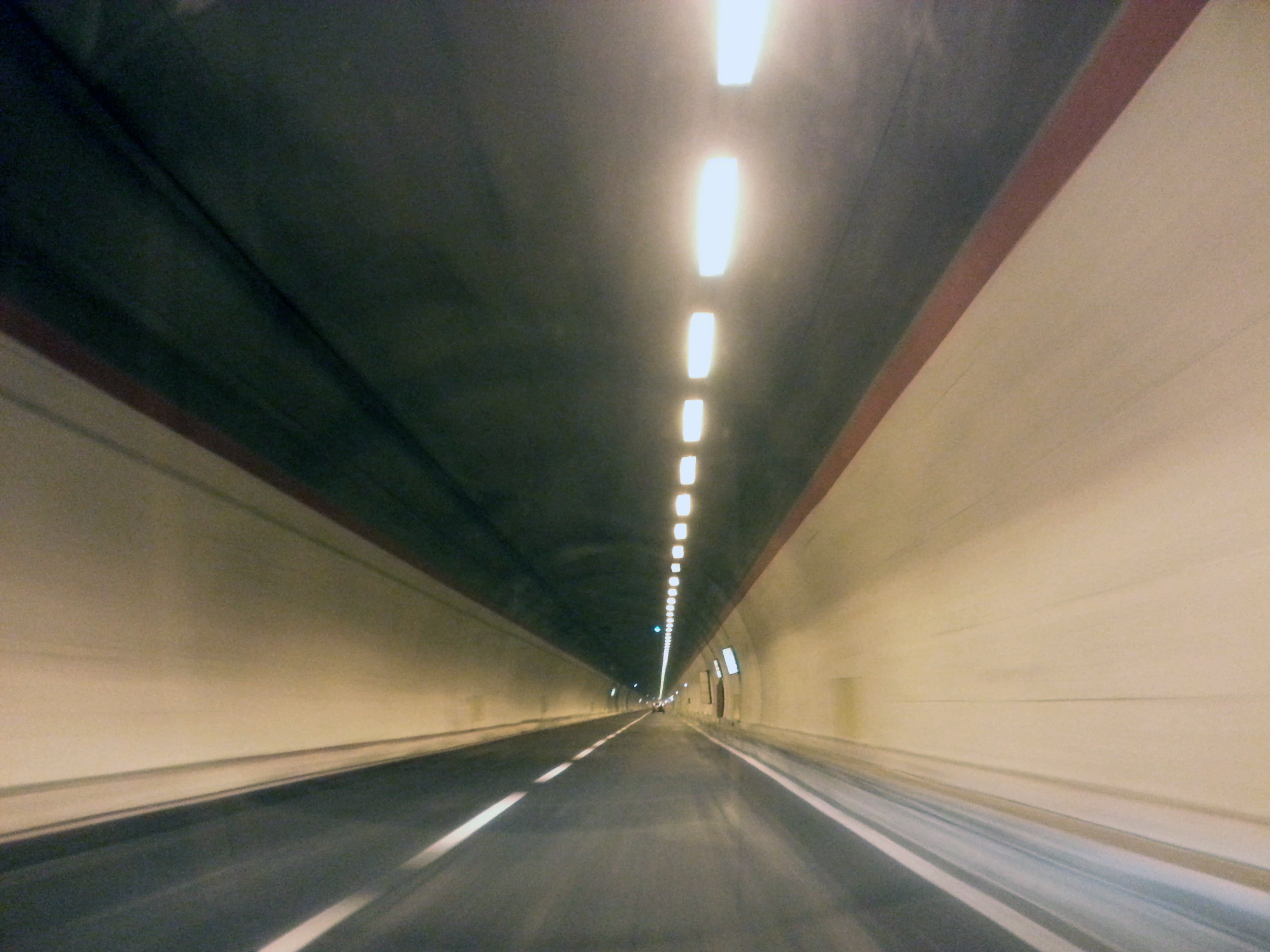
Canna in direzione Rieti

Ogni 400 metri sono presenti dei bypass che collegano le due canne e costituiscono la via di fuga in caso di incendio; l'uscita più vicina è indicata da una segnaletica luminosa. Ogni 900 metri sono presenti delle piazzole di sosta. Telefoni di emergenza ed estintori sono collocati ogni 180 metri.

## Storia

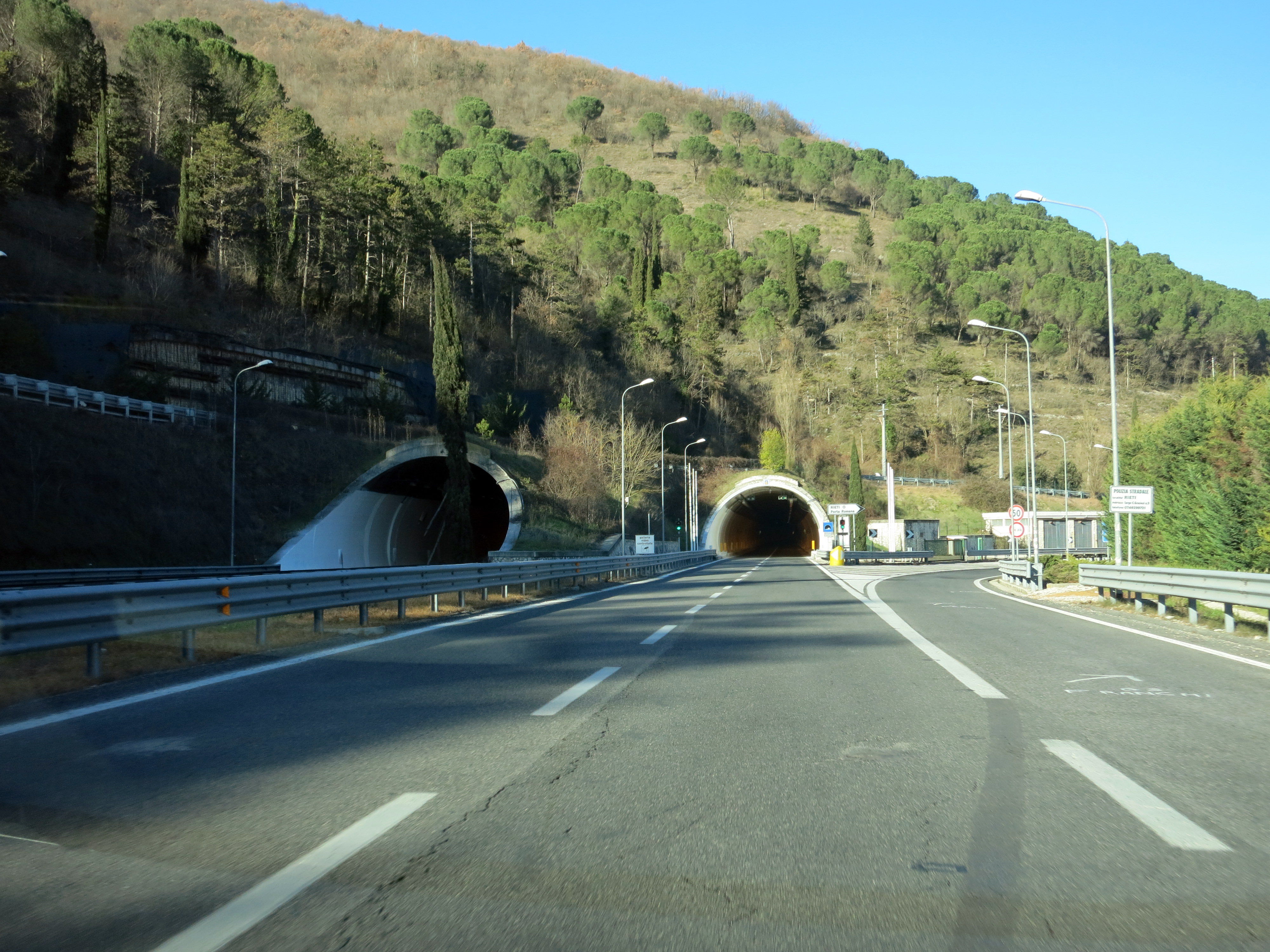
Il portale sud (lato San Giovanni Reatino) con lo svincolo per il vecchio tracciato della Salaria (NSA 265)

Il progetto della galleria risale al 1990, ed è parte del progetto di raddoppio a quattro corsie e adeguamento a strada extraurbana principale della Strada statale 4 Via Salaria da Rieti a Roma, presente anche nella legge obiettivo (o meglio da Rieti a Passo Corese, dove - tramite la Diramazione Salaria - il traffico può immettersi sull'Autostrada del Sole verso il G.R.A.). La scelta di far passare l'arteria sotto i Monti Sabini piuttosto che a cielo aperto nella valle del Turano, come il tracciato della statale preesistente, permise di salvare l'integrità ambientale della valle, dove si trovano le fonti di Cottorella.
L'appalto fu aggiudicato alla Todini Costruzioni, ma nel 1992 l'impresa fu coinvolta nelle indagini di Tangentopoli, che portarono alla rescissione del contratto e all'interruzione del cantiere dopo pochi anni di lavori. Altra controversia riguardò l'importo speso per espropriare un casale posto all'imbocco della galleria, che fu oggetto di un'inchiesta da parte della procura di Rieti, che tuttavia si concluse con l'archiviazione. Appaltato a una nuova impresa, il cantiere fu riavviato nel 1996 e lo scavo dei fornici fu completato nel 1999. Per l'allestimento interno dei tunnel (asfaltatura, segnaletica e impianto di illuminazione) fu necessario un ulteriore appalto, che fu aggiudicato nel dicembre del 1999 con un costo di ulteriori 12 miliardi di lire. Il rafforzamento delle norme di sicurezza sulle gallerie attuato quello stesso anno, in seguito all'incendio del traforo del Monte Bianco, rese necessario prevedere un complesso sistema di ventilazione, telecontrollo e antincendio.
Dopo tredici anni di lavori, l'opera venne aperta al traffico e inaugurata il 25 luglio 2003 alla presenza del Ministro delle Infrastrutture e dei Trasporti Pietro Lunardi e del presidente dell'ANAS Vincenzo Pozzi. Il costo finale ammontò a 71,4 milioni di euro.

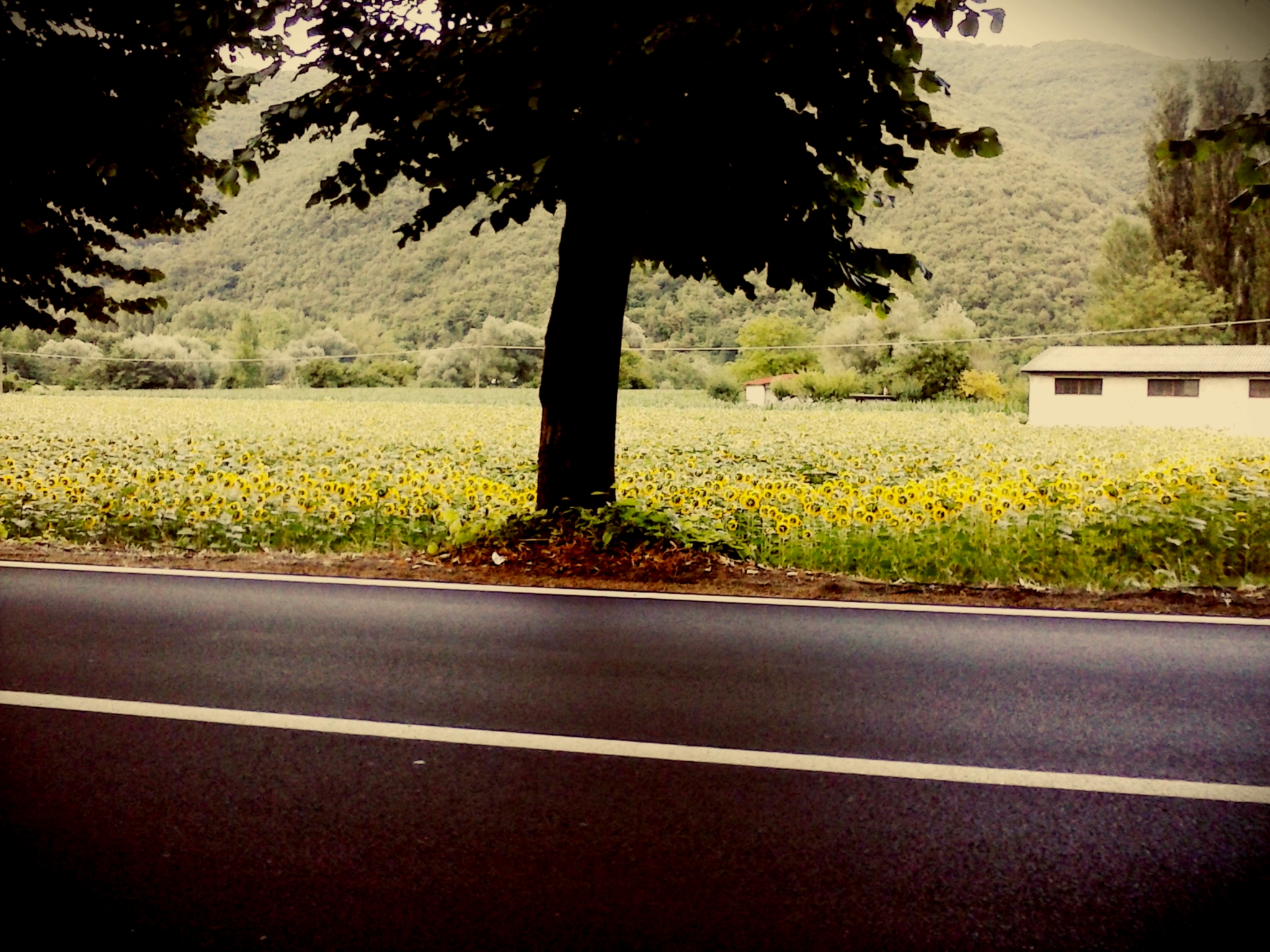
Il vecchio tracciato sostituito dalla galleria, oggi riclassificato come NSA 265 (ex SS 4 Variante Galleria Colle Giardino)

L'apertura al traffico ha permesso di evitare il vecchio tracciato, dalla carreggiata piuttosto stretta, che evitava la montagna seguendo il corso del fiume Turano, attraversava il paese di Maglianello Basso e proseguiva come viale alberato fino a Rieti, un tratto più volte oggetto di gravi incidenti, che costituiva uno dei cento punti con la maggiore incidentalità dell'intera rete stradale italiana. Il vecchio tracciato, lungo 5,7 km, continua ad essere gestito da ANAS ed è stato riclassificato come NSA 265 (ex SS 4 Variante Galleria Colle Giardino). Continua ad essere percorso da molti veicoli per via dell'assenza di uno svincolo da Rieti Centro nella strada a scorrimento veloce in direzione Terni (e dunque in direzione Roma) e da tutti gli autobus COTRAL per via delle fermate presenti sul suo percorso.
La galleria, che passa sotto la falda delle sorgenti di Acquacane, ha sofferto sin dall'inizio da problemi di infiltrazioni d'acqua e allagamenti, che hanno contribuito inoltre a usurare il fondo stradale. Per tale ragione, dal 2012 al 2014 la galleria è stata interessata da lavori di regimentazione e smaltimento delle acque di falda, eseguiti con la chiusura al traffico di una canna per volta. Tali interventi, tuttavia, non hanno risolto completamente il problema.
Nel luglio 2021 sono stati avviati consistenti lavori di manutenzione, con un costo di 31 milioni di euro e durata prevista di due anni, che hanno comportato una nuova chiusura della galleria; i lavori comprendono il potenziamento dell'impianto di ventilazione, il rifacimento dell'illuminazione a LED, l'installazione di impianti di monitoraggio dell'aria e di pressurizzazione dei bypass pedonali, il rifacimento degli impianti idrici, antincendio e di videosorveglianza, e l'installazione di pannelli a messaggio variabile.